# Die Durrells auf Korfu
Die Durrells auf Korfu (Originaltitel: The Durrells) ist eine britische Dramedy-Serie. Sie umfasst vier Staffeln mit insgesamt 26 Folgen und basiert auf der autobiografischen Trilogie des Zoologen und Autors Gerald Durrell. In den drei Bänden My Family and Other Animals, Birds, Beasts, and Relatives und The Garden of the Gods schildert er seine Erinnerungen an das Leben seiner Familie auf der griechischen Insel Korfu von 1935 bis 1939.

## Handlung
Die Serie beginnt im Jahr 1935 in Bournemouth und handelt von der Witwe Louisa Durrell und ihren vier eigenwilligen Kindern. Als sie keine Möglichkeit mehr sieht, sich und ihre Kinder durchzubringen, beschließt sie, nach Korfu auszuwandern. Das erhoffte Paradies und der dortige Alltag stellt die Familie weiter vor neue Herausforderungen und verändert ihr Leben.

## Auszeichnungen
Die Serie wurde zwölfmal nominiert, u. a. beim British Academy Television Award. Sie gewann vier Auszeichnungen, u. a. 2017 die British Academy Television Awards in der Kategorie Beste Darstellerin für Keeley Hawes.